# Werner Rank
Werner Rank (* 15. Juni 1968 in Herrieden) ist ein ehemaliger deutscher Fußballspieler und derzeitiger Trainer des SV Cronheim.

## Karriere
Werner Rank kam 1992 vom 1.FC Nürnberg zu Blau-Weiß 90 Berlin. Mit den Berlinern spielte er in der Saison 1991/92 in der Nordstaffel der 2. Bundesliga. Er absolvierte in der Rückrunde zehn Spiele. Bereits in seinem ersten konnte er seinen ersten Treffer erzielen. Im Spiel gegen BSV Stahl Brandenburg traf er in der 58. Spielminute zur zwischenzeitlichen 1:2-Führung, das Spiel endete 2:2. Berlin bekam zu Saisonende die Lizenz entzogen und der Verein löste sich auf. Rank zog zu BSV Stahl Brandenburg, wo er ein Jahr unter Vertrag stand. Anschließend unterschrieb er einen Vertrag beim Bundesligisten Dynamo Dresden. Für Dynamo gab er am 4. Spieltag gegen die SG Wattenscheid 09 sein Debüt. Nach zwei Jahren Bundesliga und zwölf Einsätzen wechselte Rank zu FC Rot-Weiß Erfurt. Anschließend spielte er noch für den FC Augsburg, VfR Mannheim, TSV Crailsheim, SpVgg Ansbach, Tura Untermünkheim, SG Herrieden, FC/DJK Weißenburg und den SV Bergheim. Rank lebt in Gunzenhausen und trainierte bis Juni 2021 für den örtlich ansässigen SV Cronheim. Er ist Vater eines Sohnes.